# Франсіско Ескріба
Франсіско Ескріба (ісп. Fran Escribá, нар. 3 травня 1965, Валенсія) — іспанський футболіст і тренер.

## Клубна кар'єра
З юних років Ескріба цікавився спортом, пробував себе в дзюдо і атлетиці. Нарешті Франсіско зрозумів, що має пристрасть до футболу.
У 12 років він приєднався до структури клубу «Валенсія» і грав за його дитячі і юнацькі команди протягом 7 сезонів. Пішовши з «Валенсії», Франсіско Ескріба грав за деякі клуби другого і третього дивізіону, після чого завершив кар'єру футболіста.

## Тренерська кар'єра
Франсіско Ескріба став тренером після навчання на тренерських курсах. Після закінчення їх Фран влаштувався в школу футбольного клубу «Валенсія» і працював там координатором.
У 2004 році Франсіско став асистентом головного тренера в футбольному клубу «Хетафе», після чого в 2008 році перейшов до португальської «Бенфіки». У 2009 році Франсіско перейшов в «Атлетіко».
12 червня 2012 року стало відомо, що Ескріба займе посаду головного тренера в клубі «Ельче», де пропрацював до 2015 року, після чого у сезоні 2015/16 тренував «Хетафе», але був звільнений ще до завершення сезону, 11 квітня через незадовільні результати.
11 серпня 2016 року очолив «Вільярреал», з яким зайняв п'яте місце в своєму першому сезоні і кваліфікувався до Ліги Європи. Втім після невдалого старту другого сезону, 25 вересня 2017 року, незважаючи на багато травм у команді та після поразки 0:4 від колишнього клубу «Хетафе», Ескріба був звільнений.
3 березня 2019 року Ескріба очолив «Сельту», ставши третім тренером клубу протягом сезону . Франсіско вдалося зайняти з командою 17-те місце та врятуватись від вильоту, але 3 листопада 2019 року він був звільнений від своїх обов'язків, коли команда знову опинилась в зоні вильоту.
В лютому 2021 року Франсіско Ескріба вдруге очолив «Ельче», однак був звільнений з цієї посади в листопаді того ж року через невдалі результати команди.